# مدیسین هت
مدیسین هت (به انگلیسی: Medicine Hat) شهری در ایالت آلبرتا واقع در کشور کانادا است که مساحت آن ۱۱۲٫۰۱ کیلومتر مربع است و جمعیت آن در سرشماری سال ۲۰۰۶ میلادی، ۵۶٬۹۹۷ نفر بوده‌است. تراکم جمعیتی مدیسین هت، ۵۰۹ نفر در هر کیلومتر مربع است.